# Acetoexamida
Acetoexamida é um antidiabético pertencente ao grupo das sulfonilureias, é usado no tratamento da diabetes mellitus tipo 2.
A acetoexamida reduz o açúcar no sangue, estimulando o pâncreas a secretar insulina e ajudando o corpo a usar insulina eficientemente.